# Michmanim
Michmanim (hebrejsky מִכְמַנִּים, v oficiálním přepisu do angličtiny Mikhmannim, přepisováno též Mikhmanim) je vesnice typu společná osada (jišuv kehilati) v Izraeli, v Severním distriktu, v Oblastní radě Misgav.

## Geografie
Leží v nadmořské výšce 439 metrů, v centrální části Dolní Galileji, cca 23 kilometrů východně od břehů Středozemního moře a cca 19 kilometrů na západ od Galilejského jezera. Je situována na svazích masivu Har Kamon, který tvoří jižní hranici údolí Bejt ha-Kerem. Poblíž obce začíná vádí Nachal Cuf, které pak vede k západu a míjí pahorek Giv'at Cuf.
Obec se nachází cca 105 kilometrů severovýchodně od centra Tel Avivu a cca 33 kilometrů severovýchodně od centra Haify. Michmanim obývají Židé, přičemž osídlení v tomto regionu je etnicky smíšené. 3 kilometry na sever leží v údolí Bejt ha-Kerem město Nachf, které obývají izraelští Arabové, stejně jako město Sachnin 5 kilometrů jižním směrem. Jediným větším židovským sídlem je zde město Karmiel 3 kilometry západně od osady. Krajina mezi těmito městskými centry je ovšem postoupena řadou menších židovských vesnic. Smíšené je i osídlení samotného masivu Har Kamon, kde kromě židovských vesnic leží například i beduínská vesnice Kamane.
Obec Michmanim je na dopravní síť napojena pomocí lokální silnice, jež vede z hory Har Kamon do údolí Bejt ha-Kerem, kde východně od města Karmiel ústí do dálnice číslo 85.

## Dějiny
Vesnice Michmanim byla založena v roce 1980 v rámci programu Micpim be-Galil, který vrcholil na přelomu 70. a 80. let 20. století a v jehož rámci vznikly v Galileji desítky nových židovských vesnic s cílem posílit židovské demografické pozice v tomto regionu a nabídnout kvalitní bydlení kombinující výhody života ve vesnickém prostředí a předměstský životní styl.
Zpočátku se nově zakládaná vesnice nazývala Micpe Kamon Ma'arav (מצפה כמון-מערב) a usadilo se tu sedm zakladatelských rodin. Původně mělo jít jen o malou osadu navrženou pro 12-24 rodin, ale postupně došlo ke stavební expanzi, která z Michmanim učinila běžnou vesnici. Výhledově je obec plánována nyní pro kapacitu 150 rodin.
Ekonomika vesnice je založena na podnikání a turistických službách. Část obyvatel za prací dojíždí mimo obec. V Michmanim je k dispozici zařízení předškolní péče o děti. Základní škola je ve vesnici Gilon. V obci funguje společenské centrum a knihovna.
Vesnice prochází stavební expanzí. V prodeji je 28 stavebních parcel.

## Demografie
Obyvatelstvo Michmanim je sekulární. Podle údajů z roku 2014 tvořili populaci v Michmanim Židé (včetně statistické kategorie "ostatní", která zahrnuje nearabské obyvatele židovského původu ale bez formální příslušnosti k židovskému náboženství).
Jde o menší sídlo vesnického typu s dlouhodobě rostoucím počtem obyvatel. K 31. prosinci 2014 zde žilo 422 lidí. Během roku 2014 populace stoupla o 5,2 %.
| Rok            | 1983 | 1995 | 2001 | 2003 | 2004 | 2005 | 2006 | 2007 | 2008 | 2009 | 2010 | 2011 | 2012 | 2013 | 2014 |
| -------------- | ---- | ---- | ---- | ---- | ---- | ---- | ---- | ---- | ---- | ---- | ---- | ---- | ---- | ---- | ---- |
| Počet obyvatel | 32   | 209  | 215  | 245  | 270  | 292  | 299  | 301  | 326  | 325  | 335  | 352  | 357  | 401  | 422  |